# Matanski Kordon
Matanski Kordon (en rus: Матанский Кордон) és un poble (un possiólok) de l'óblast de Kírov, a Rússia, segons el cens del 2010 tenia 52. Pertany al districte (raion) de Viàtskie Poliani.